# Cruz al Heroico Valor en Combate
La Cruz de la Nación Argentina al Heroico Valor en Combate es la más alta condecoración militar otorgada por la República Argentina. Las leyes 22 607 (1982) y 24 229 de la República Argentina establece que será concedida al personal militar, personal de las fuerzas de seguridad, fuerzas policiales o civiles, argentinos o extranjeros, que en combate motivado por acontecimientos extraordinarios revistan carácter de función de guerra, realicen aislados o en el ejercicio del mando, una acción ponderable que se destaque considerablemente de las pautas de conducta normalmente consideradas correctas.

## Personal que recibió la cruz por su actuación en la Guerra de las Malvinas
Tras la Guerra de las Malvinas de 1982, se concedieron diversas distinciones por efecto de los decretos nacionales 577/83, 1.553/83, 1.554/83, 2.281/83, 2.681/83, 2.923/83, 2/84 y 2.084/86 y por las leyes nacionales 24.229, 25.576 y 24.867.
En el caso de la Cruz la Nación Argentina al Heroico Valor en Combate, se distinguieron a las personas que se detallan a continuación.  

### Ejército Argentino

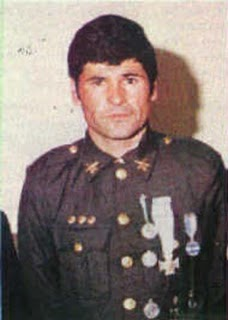
El soldado conscripto Oscar Poltronieri, luciendo la Cruz al Heroico Valor en Combate junto a la Medalla a los Combatientes y otras distinciones.

- Teniente primero Jorge Vizoso Posse, Compañía de Comandos 602: por su arrojo, valentía y heroísmo presentado durante toda la campaña de Malvinas, combatiendo en desventaja de materiales contra fuerzas especiales británicas en las cercanías del Monte Kent, quedando aferrado y aislado fue herido, continuó combatiendo y forzando a las fuerzas enemigas a replegarse. Retornó por sus medios a las líneas nacionales perdiendo gran cantidad de sangre.

- Teniente Roberto Estévez (post mortem), Compañía C, Regimiento de Infantería 25: por comandar, gravemente herido por balas británicas a sus efectivos de infantería y dirigir por radio el fuego de artillería en la primera línea de combate durante la batalla de Darwin. Un último impacto de bala terminó con su vida.

- Teniente Ernesto Emilio Espinosa (post mortem), Compañía de Comandos 602: por cubrir desde la planta alta de la granja de  Top Malo House la salida y despliegue de sus compañeros, mientras eran rodeados y atacados por fuerzas especiales británicas, cayendo en combate por dicha acción bajo fuego de fusiles, granadas y cohetes enemigos.

- Subteniente Juan José Gómez Centurión, Compañía C, Regimiento de Infantería 25: por su liderazgo, valentía y heroísmo presentado en la estadía de la compañía C del Regimiento de Infantería 25 en Darwin y Prado del Ganso, en especial por sus acciones en combate, liderando en desventajas numérica y material varios contraataques al enemigo en la batalla de Darwin.

- Sargento primero Mateo Antonio Sbert (post mortem), Compañía de Comandos 602: por su valentía y heroísmo presentado en la batalla de Top Malo House frente a fuerzas especiales británicas, combatiendo gravemente herido, cayendo en combate bajo fuego de fusiles y granadas enemigas.

- Cabo primero Roberto Bacilio Baruzzo, Regimiento de Infantería 12: por su heroísmo en la batalla del Monte Harriet, combatiendo herido por esquirlas de bombardeos en los días anteriores. En dicha batalla el Cabo Baruzzo transportó bajo fuego a lugares seguros a heridos, exponiéndose a sí mismo y arriesgando su vida en varias ocasiones, y continuando la pelea durante dichas maniobras contra infantería enemiga en combate cuerpo a cuerpo hasta agotar munición, e incluso intentando combatir con su cuchillo, hasta caer prisionero ante un pelotón de Royal Marines.

- Soldado conscripto clase 1962 Oscar Poltronieri, Regimiento de Infantería 6: por sus acciones de combate durante la batalla del cerro Dos Hermanas, en donde era operador de una ametralladora, desoyendo la orden de retirada y quedándose combatiendo el solo, permitiendo el repliegue de todos sus compañeros a zonas seguras y aferrando al enemigo con su única boca de fuego, impidiéndole avanzar a todo el dispositivo ofensivo británico.

### Armada Argentina

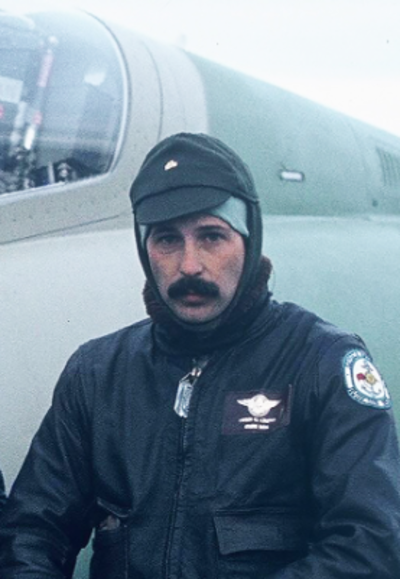
El Teniente de Navío (RE) Owen Guillermo Crippa

- El Teniente de Navío (RE) Owen Guillermo CrippaCapitán de Fragata Infantería de Marina Pedro Edgardo Giachino (post mortem), Agrupación Comandos Anfibios: por su valentía, heroísmo y liderazgo demostrados durante la Operación Rosario, mediante la cual se recuperaron las islas Malvinas. En dicha ocasión, el Capitán Giachino lideró sin abrir fuego ante las tropas británicas, el asalto a la casa del gobernador, donde al entrar por la fuerza, fue recibido por intenso fuego de fusiles de Royal Marines que estaban allí, cayendo gravemente herido. Murió en el hospital de la localidad de Puerto Argentino el mismo 2 de abril de 1982.

- Teniente de navío Guillermo Owen Crippa, piloto de Aermacchi MB-339, 1.ª Escuadrilla Aeronaval de Ataque: por su heroísmo y arrojo demostrado en el primer ataque aéreo al desembarco británico en Puerto San Carlos, donde, en solitario y con una aeronave liviana como el MB339 realizó un ataque al centro de la flota británica allí basada, conformada por una docena de navíos fuertemente defendidos por artillería antiaérea y misiles. Enfrentándose a todo el dispositivo abrumadoramente superior, el Teniente Crippa atacó con éxito con cohetes no guiados a la fragata británica HMS Argonaut, dejándola fuera de servicio, para luego regresar mediante maniobras evasivas y un denso fuego antiaéreo del enemigo, a su base operativa en Puerto Argentino.

- Teniente de Corbeta Héctor Omar Miño - Unidad Compañía de Ingenieros Anfibios (CKIA) Por "Ejecutar voluntariosamente delante de la posición misiones de alto nivel de riesgo y, cumplidas sus tareas específicas como ingeniero de combate, armarse como infantería rechazando a un enemigo numéricamente superior mediante cinco contrachoques conducidos personalmente, resultando herido al intentar proteger a un camarada cuya vida corría inminente peligro. Luego de reorganizar a su personal y dejarlo en posiciones seguras, replegase por sus propios medios, seis kilómetros con un proyectil alojado en una pierna, y posteriormente negarse a ser atendido, hasta que lo hubieran sido otros subordinados heridos que lo acompañaban"

- Suboficial Júlio Saturnino Castillo (post mortem), Batallón de Infantería de Marina N.º 5, compañía Nácar, Cuarta sección - Siendo jefe de grupo de la 4ta Sección de Tiradores de la compañía Nácar del Batallón de Infantería de Marina No 5, tener reiteradas actitudes de entrega al servicio y valor personal, lealtad y devoción hacia sus subalternos y superiores, antes y durante el combate final, combatiendo con fiereza, dando permanente ejemplo de valor personal y conduciendo sus hombres hasta caer abatido por el fuego adversario, cuando trataba de salvar a un subordinado que estaba siendo muerto a bayonetazos por el enemigo. Un buque de la Armada Argentina recibió su nombre en su honor

### Fuerza Aérea Argentina

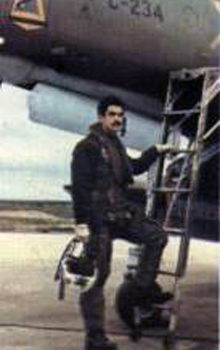
El capitán Pablo Marcos Rafael Carballo

- El capitán Pablo Marcos Rafael Carballo Brigadier Ernesto Ureta, piloto de A-4C Skyhawk, Grupo 4 de Caza: por su participación de la misión del 30 de mayo de 1982, correspondiente al ataque al portaviones HMS Invincible.[5][6]

- Comodoro Pablo Carballo, A-4B Skyhawk, Grupo 5 de Caza: por su heroísmo, valentía, arrojo y liderazgo demostrado durante todas sus misiones de combate en la campaña de Malvinas, especialmente en la realizada el día 25 de mayo de 1982, día de la patria, en donde la sección a la cual comandaba atacó duramente a dos buques al norte de las islas Malvinas, fragata HMS Broadsword, dejada fuera de combate en ese ataque, y destructor HMS Coventry, siendo hundida en el mismo ataque.[7][6]

- Comodoro Gerardo Guillermo Isaac, piloto de A-4C Skyhawk, Grupo 4 de Caza: por su participación de la misión del 30 de mayo de 1982, correspondiente al ataque al portaviones HMS Invincible.[5][6]

- Capitán Omar Jesús Castillo (post mortem), piloto de A-4C Skyhawk, Grupo 4 de Caza: por su heroísmo, valentía y arrojo durante la misión del 30 de mayo de 1982, correspondiente al ataque al portaaviones HMS Invincible, buque insignia de la flota enemiga ubicado dentro del corazón defensivo de la misma, misión en la cual es abatido por fuego de artillería antes de alcanzar al objetivo. Existen evidencias concretas que el portaaviones fue dejado fuera de combate ese 30 de mayo.[5][6]

- Capitán José Daniel Vázquez (post mortem), piloto de A-4C Skyhawk, Grupo 4 de Caza: por su heroísmo, valentía y liderazgo durante la misión del 30 de mayo de 1982, correspondiente al ataque al portaaviones HMS Invincible, buque insignia de la flota enemiga ubicado dentro del corazón defensivo de la misma, misión en la cual  alcanza el objetivo. Existen evidencias concretas que el portaaviones fue dejado fuera de combate ese 30 de mayo.[5][6]

- Suboficial mayor Carlos Omar Ortiz, Dirección General de Sanidad: por salir de refugios en medio de alertas rojas a asistir bajo fuego de bombardeo enemigo y en zona de combate a personal herido en los primeros días de mayo de 1982.[8]

- Suboficial Principal Pedro Prudencio Miranda, VI Brigada Aérea: por su heroísmo, arrojo y abnegación al ofrecerse como voluntario y actuar por convencimiento propio como desarmador de explosivos, primero desarmando en solitario, una bomba activada dentro del buque argentino Formosa, posteriormente desactivando bombas de un avión A-4Q de la Aviación Naval que había aterrizado en la base y dañado su tren de aterrizaje chocando las bombas con el terreno, y finalmente en el penúltimo día de la guerra, al desactivar rápidamente una bomba que notó se había activado accidentalmente y estaba a punto de estallar.[9][6]

### Prefectura Naval Argentina

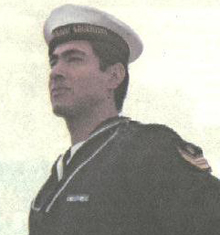
El cabo segundo José Raúl Ibáñez

- El cabo segundo José Raúl Ibáñez Cabo segundo José Raúl Ibáñez, tripulante del guardacostas Río Iguazú: por su heroísmo y arrojo demostrado al repeler por propia decisión un ataque aéreo sobre su embarcación por dos cazas Harrier enemigos, abrumadoramente superiores en armamento y poder de fuego. A pesar de no haber tenido asignado el puesto de la ametralladora, el Cabo Ibáñez no dudó en recogerla al caer su operador y respondió a los ataques de los aviones enemigos, logrando averiar seriamente a uno de ellos con material liviano y poco adecuado para la lucha contra aviones, forzando a la patrulla aérea británica a retirarse.[10]

## Cruz al Heroico Valor en Combate de la Armada, que no se homologaron a nivel nacional
En el año 2015, la Armada Argentina distinguió con la Cruz al Heroico Valor en Combate a las personas que se detallan a continuación. 
- Teniente de corbeta Carlos Daniel Vázquez, Batallón de Infantería de Marina N.º 5, compañía Nácar, cuarta sección - Por conducir su sección de tiradores con vigor y acertadamente en la defensa de Tumbledown contra el ataque de una unidad Británica, recurriendo al fuego de la propia artillería y morteros sobre su posición, a fin de producir bajas al adversario, sin reparar en su propia seguridad y recién resignar su posición después de resistir al tercer ataque enemigo, luego de haber agotado su munición y prácticamente estar aniquilada su sección.[11]

- Conscripto Clase 1962 Félix Ernesto Aguirre (post mortem), Batallón de Infantería de Marina N.º 5, compañía Nácar, cuarta sección - Formando parte de la 4ta Sección de Tiradores de la compañía Nácar del Batallón de Infantería de Marina No 5, combate a distancia cuerpo a cuerpo, soportando una abrumadora superidad del enemigo y el fuego de la propia artillería sobre su posición, resistiendo dos asaltos Británicos. Es herido inicialmente en las piernas, y pese a ello, intenta auxiliar al Subteniente Silva herido mortalmente cerca suyo hasta que, finalmente, es nuevamente herido y muere en su posición de combate. Su conducta constituye un claro ejemplo de soldado y camarada.[11]